# Miura (stad)
Miura (japanska: 三浦市?, Miura-shi) är en stad i Kanagawa prefektur i Japan. Staden fick stadsrättigheter 1955.